# 萊卡 (挪威)
萊卡（挪威語：Leka）是挪威特倫德拉格郡的一個市镇，行政中心为萊克內斯村。市镇面积为110平方公里，人口数量为557人（2020年），人口密度为每平方公里5.1人。